# Преслава
Преслава Колєва Іванова, більш відома за мистецьким прізвищем Преслава, — болгарська поп-фолк та народна співачка. Змінила ім'я при народженні з Петя на Преславу.

## Життєпис
Народилася 26 червня 1984 року в місті Добрич у родині Янка та Кольо Тончевих — швачки та водія міжнародних рейсів. Має на три роки молодшу сестру, народну співачку музичної компанії «Пайнер» — Івеліну Колєву.
Закінчила музичну освіту в школі мистецтв "Св. Климента Охридського" в м. Добрич зі ступенем в області народного співу та музичного інструменту (скрипки). У 7 років співала свою першу пісню з оркестром («Тръгнала ми е Милена») «Мілена покинула мене». У 14 років брала участь у Великодньому Добрудському вибуху в Генерал-Тошево. Проти волі батьків співати у 15 років у закладах культури. У шкільні роки вона разом з однокласниками сформувала оркестр «Шанс», а перший оркестр, з яким вона професійно працювала, — формація «Мега». Влітку 2003 року Мілко Калайджієв відкрив сцену і запропонував їй співати зі своїм оркестром у ряді чорноморських закладів. Всього через кілька місяців Петя вже входила до музичної компанії "Пайнер« під творчим прізвиськом Преслава.
Преслава — одне з найяскравіших і найзначніших імен болгарської музики за останнє десятиліття. У неї густе і легко впізнаване меццо-сопрано. Завдяки багатим голосовим можливостям вона здатна виконувати багато стилів музики — попфолк, фолклор, поп, рок, джаз. Перша співачка, яка отримала премію „Музикален идол“ на Planet TV, і єдина в історії поп-фолк, загальний титул якої „Співак року“ оцінюється в 13. Співачка також була удостоєна двох міжнародних нагород — Найпопулярніший болгарський співак за кордоном та за „Балканська зірка“ Міжнародних музичних нагород відповідно у Чорногорії та в Стамбулі. Крім того, вона одна з найбільш нагороджених болгарських співачок — майже 60 відзнак та наород, здобутих за 10 років.
Співачка має давні стосунки з Георгієм Станоєвим — Бірмою.
У жовтні 2017 року Преслава вперше публічно з'явилася зі своїм товаришем — бізнесменом Павлом Лазаровим. 26 березня 2018 року співачка оголосила про вагітність через Instagram. 14 вересня 2018 року народила доньку Паолу.

## Музична кар'єра

### 2003– 2005: Початок
Мілко Калайджієв допоміг їй розпочати кар'єру в „Пайнер“. 20 січня 2004 року Преслава з його допомогою підписала контракт і стала частиною музичної компанії. Перша пісня співачки — це дует під назвою „Нежен рекет“ („Ніжна ракетка“). У той час вона досі не використовувала своє художнє прізвисько, і її називали Петя. Навесні були видані перші дві сольні пісні Преслави — динамічна „Тази нощ безумна“ („Ця ніч божевільна“) та балада „Дума за вярност“ („Слово для віри“), за якою слідує літній сингл „Мили мой“ („Мій дорогий“) . Хоча без відео, пісня „Нямаш сърце“ („У тебе немає серця“), яка згодом стала піснею-емблемою для Преслави, дуже сильно виділяється. Без екранного втілення балада „Горчиви спомени“ („Гіркі спогади“) також стає великим хітом. Дуети з Рашидом Аль Рашидом вийшли на початку осені   — „Молиш ме“ (Спитайте мене) та з Мілько Калайджиєвим   — „Раздвоени“»(Розділений"). Наприкінці осені вийшов її дебютний альбом, названий на честь співачки, а до кінця 2004 року вийшла пілотна пісня з відео «Обичам те» («Я тебе люблю»).
У квітні 2005 року Преслава записала пісню «Дяволско желание» («Чортове бажання»), пісня здобула нагороду «Пісня року» і стала візитною карткою співачки. У червні вийшов літній сингл Преслави — «Завинаги твоя» («Назавжди твоя»). Співачку вперше запросили взяти участь у національному літньому турне «Планета Прима» 2005. У листопаді вийшов її другий альбом «Дяволско желание», а її пілотною піснею було «Финални думи» . З пісень альбому, на які не вдалося отримати відео, найбільше виділяється балада про байдужість. В останні дні 2005 року Преслава завершила реалізацію альбому, знявши відео на пісню «Нямам право» («Я не маю права»).

### 2006– 2011: Підйом
Навесні 2006 року Преслава записала пісню "И когато съмне («І коли вона подвоїться»), яка виграла нагороду «Пісня року». Через кілька місяців вона стала рекламним обличчям косметики Карнобацької та зняла відео на рекламну пісню — «Предай се на желанието» (Передайте бажання). Вона знову бере участь у Національному літньому турі " Планета «. Перший дует Преслави з Борисом Далі виходить влітку — „Първи в сърцето“ („Перше в серці“). Восени бцуло знято відеокліп „Заклевам те“ („Я клянусь тобою“), а співачка випускає свій третій альбом   — Интрига» (Підступність.) Пілотна пісня для нього — «Лъжа е» («Це брехня»)   — одна з найцінніших пісень у всій дискографії Преслави, яка є поєднанням між поп-фолком та роком, її перший відео-ефір відбувся 20 грудня. Навіть випущені без відеокліпів здобули популярність балади «Не и утре» («Не завтра») та «Уморих се» («Я втомився»), а також трек «За него не питай» («Не питай про це»).
Навесні 2007 року було випущено відео на пісню «Нищо друго», що є частиною альбому Интрига" (Підступність.). На початку літа співачка знімає другу рекламу для Карнобацької та кліп на рекламну пісню «Подайся бажанню 2». Преслава знову взяла участь у турне на Планеті, поруч із ним з'явилося відео літньої премєри «Мъж на хоризонта» («Людина на горизонті»). Після гастролей вона працювала над альбомом під назвою «Не съм ангел» («Я не ангел») До кінця 2007 року з кліпів на індійській дискотеці пісню «Моят нов любовник» («Мій новий коханець») (грудень 11), а заголовний трек «Не съм ангел» («Я не ангел») (29 грудня).

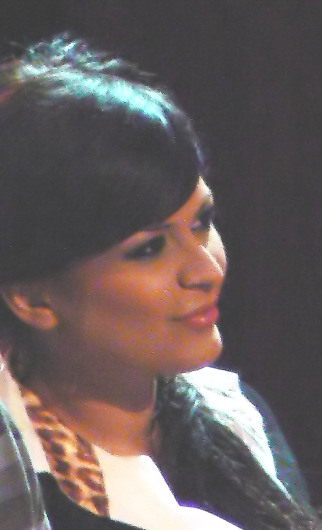
У 2008 році

Потім була довга перерва для співачки, до середини 2008 року, коли Преслава зняла останній відеокліп пісні зі свого альбому «Не съм ангел» («Я не ангел»), а він — на пісню «Последен адрес» («Остання адреса»). Поява відео на пісню — це величезний успіх для альбому. Всього було оголошено 10 000 примірників аудіокасети та компакт-диска, що зробило цей альбом золотим. Він зайняв третє місце за продажами у поп-фольк-індустрії, цей успіх також відзначається випуском спеціальної серії диска з обмеженим накладом. Преслава знову взяла участь у гастролях планети, закривши концерти цього разу. Наприкінці літа вийшла ще одна пісня співачки   -«Новата ти». Пісня стала одним з найбільших хітів року а відео вийшла 27 вересня. Також 4 листопада 2008 року в ефірі відбулася прем'єра пісні «От добрите момичета» («Від добрих дівчат»), а також відео на неї.
26 березня 2009 року було знято відео на пісню «Червена точка» («Червона точка»). У квітні співачка з'явилася в будинку Vip Brother 3 як запрошена зірка. 1 червня з'являється її другий дует з Борисом Далі — «Бързо ли говоря» (Чи говорю я швидко), а трохи пізніше виходить пісня «Зле разпределени», відео якої виходить з ладу і офіційно не з'являється на екрані. Преслава — Hit Collection MP3, яка зібрала 55 найбільших хітів співачки на сьогоднішній день, вийшла 15 червня. Восени вийшли пісні «Феномен»,, «Остерігайся подруг» та «Обещай ми» («Обіцяй мені»), рок-пісня «Феномен» вийшла 1 вересня. Ці пісні є частиною «Пази се от приятелки» («Остерігайся подруг») — п'ятого студійного альбому співачки, який вийшов восени 2009 року. Перший її дует з Костянтином є в альбомі  — «Усещане за Мерилин» («Мерилін Почуття»), відео якого було промовано 8 вересня і було визначено як один з найдорожчих відеопродуктів у Болгарії, а їх другий дует «Не ми пречи» («Не турбуй») був представлений на Planet TV з нагоди восьмого. року телебачення 26 листопада.
У лютому 2010 року вийшла пісня «Дишай» («Дихай»), а 25 травня того ж року було випущено відеокліп «Пий за тебе» дуету Преслави з Єленою Паришевою . 11 липня у відеокліпі транслюється пісня Жінки після мене, яка була представлена під час літнього туру, до якого Преслава включена шостий рік поспіль.
Після 6-місячної паузи 1 січня 2011 року о 1:11 ранку відео на першу пісню Преслави румунського композитора Кості Іоніта під назвою «Как ти стои» («Як це для вас» — факт). Відео на пісню дискотеки «Мръсно и полека» («Брудно і легко») виходить 18 лютого. 12 березня Преслава представляє свій перший дует з Галеною   — Давай, відмов мене, відео про яке було знято в Аравійській пустелі . 5 серпня співачка робить подвійну прем'єру довгоочікуваного літнього синглу та відео на нього   — Щодо фіналу. Це також пілотна пісня для шостого альбому Преслави. Його назва — «Як твій». Він з'явився 11 листопада 2011 року і містить 13 пісень, найвизначніша з яких — «П'ю».

### 2012– 2019: Нинішній час
Перша пісня Преслави за 2012 рік — «Лудата дойде», яка з'являється 15 травня, після 10-місячної перерви у співачки. На початку літа Преслава виїхала до Сполучених Штатів Америки, де здійснила своє перше закордонне сольне турне з 5 концертів — туру Преслави США 2012. Восени співачка стала тренером у другому сезоні Шоу молодих талантів « „Голос Болгарії“ на bTV, а також представляє ще дві пісні — третій дует з Борисом Далі — „Правено е с друг“ („Готово з іншим“) (4 жовтня) та його сольний трек „Відкрий мене“ (24 жовтня) . Преслава завершила рік 7 грудня випуском чергової пісні під назвою По моята кожа» «(На мою шкіру».)
17 січня 2013 року з'явилося відео тріо «Бутилка» — друга спільна пісня Преслави з Галеною и четверта з Борисом Далі. 27 січня в Інтернеті виходить перша сольна пісня року — «Ти да видиш». Наступна сольна пісня співака має назву «Режим неприлична» («Непристойний режим») та була представлена 28 листопада на день народження концерту Планета ТВ.
14 лютого 2014 року вийшло відео для «Непристойного режиму». Всього через тиждень в Інтернеті непередбачено вийшла ще одна нова пісня Преслави під назвою «ажи здравей»"С (кажи привіт".) 9 квітня було промовано відео з піснею «Пиши го неуспешно» («Напиши це невдало»). 23 квітня, на ринку з'являється MP3 збірник «Хіти Преслав», який містить 70 з найбільших хітів за 10-річну музичну кар'єру співачки. Наступна пісня Преслави знову виходить в ефір в Інтернеті, з'являється 1 серпня і має назву «Моето слабо място» («Моя слабкість»). цього ж дня розпочалося літнє турне компанії " Пайнер «, до якого співачка приєдналася всьоме. Поряд із відеокліпом представлена наступна пісня Преслави   — No More Ask, проспівана дуетом з Тоні Стораро на телебаченні 23 вересня. 1 грудня на медіа-концерті з дня народження телеканалу „Планета“ Преслава робить прем'єру своєї третьої рок-балади у своїй кар'єрі   „Якщо ти завтра втратиш мене“. Остання пісня, яку співачка презентувала 2014 року, має назву „Нашето любов е“ („Наша любов є“) і з'являється з відео 12 грудня.
Творчий рік для Преслави починається 14 лютого 2015 року, коли було промовано відео на баладу „Ако утре ме губиш“ („Якщо ти втратиш мене завтра“), яка була представлена наприкінці минулого року. Прем'єра пісні Knockout 19 березня   — Дует Преслави з Ванею . Перша сольна пісня Преслави року   — „Любительське“ з'являється 5 червня. Прем'єра пісні збігається із появою відео. 11 червня, з нагоди концерту „25 років Payner“ разом з Анеля, Галеном, Desi Slava, Емілією і Цветелін Янева представить нову версію Добруджі народної пісні „Тюльпан вас, гіацинт вас.“ Друга поп-пісня з Галеною вийшла на початку серпня   — „Жити“. Пісня залишається без перетворення відео. На початку осені Преслава стала частиною реаліті-формату Vip Brother в ефірі Нова ТВ . Паралельно з участю Преслави у шоу з'являється наступна сольна пісня співачки   — „Я не відмовляю тобі“, рекламований відеороликом 15 вересня. У грудні співачка представила ще дві пісні   — дует з Фікі   — „С теб или с никой“»(З тобою чи ні з ким".) та соло «Стига ти» («Ти достатньо»).
Після 5-місячної творчої перерви 5 травня виходить відеоролик на першу пісню 2017 року «Пада звезда» («Падаюча зірка»). 9 серпня Преслава представляє дует з Дженою під назвою «Тук жена му пази» («Ось його дружина береже»). 1 листопада з рекордно високими показниками відео на «Не се изтриваш»"(Вас не видаляють")в прямому ефірі. .
16 лютого 2018 року відбулася прем'єра кліпу на першу пісню Преслави 2018 року — «Обратно в играта»"(Назад у грі") 24 квітня Преслава та сербський артист Драган Койк Кеба просувають відеоролик на їхній дует під назвою «Bogovi zemljom hode» 28 вересня вона представила свій останній проект року — Burn In Love.
Перший проект Преслави у 2019 році починається з рекордно високого рівня. Прем'єра фільму «Ти тверезий». Влітку вона представила сингл ,,Пиян" («П'яний»). [154]

## Дискографія

### Студійні альбоми
- Преслава (2004)
- Дяволско желание (2005)
- Интрига (2006)
- Не съм ангел (2007)
- Пази се от приятелки (2009)
- Как ти стои (2011)

### Компіляції
- Преслава — Hit Collection MP3 (2009)
- Златните хитове на Преслава (2013)
- Хитовете на Преслава (2014)

### Відео альбоми
- Preslava Best Video Selection 1 (2005)
- Preslava Best Video Selection 2 (2008)

## Гастролі та сольні концерти
Самостійний тур
- Преслава — USA Tour (2012)
- Преслава —  USA & Canada Tour (2017)

Концерти за кордоном: Греція, Туреччина, Північна Македонія, Іспанія, Бельгія, Велика Британія, Німеччина, Кіпр, Австралія, Швейцарія, Норвегія тощо.

## Музичні виступи

### Участь у концертах
- 2004 – виконала «Всеотдайност»
- 3 години на телебаченні «Планета» – виконала «Нямаш сърце» та «Раздвоени»
- Награди на телебаченні «Планета» за 2004 р. – виконала «Обичам те» та «Горчиви спомени»
- Награди на списание «Нов фолк» за 2004 р. – виконала «Обичам те»
- Турне «Планета Прима» 2005 – виконала «Нямаш сърце», «Горчиви спомени», «Завинаги твоя», «Мили мой», «Мразя те», «Обичам те» та «Дяволско желание»
- 4 години на телебаченні «Планета» – виконала «Финални думи»
- Награди на телебаченні «Планета» за 2005 р. – виконала «Дяволско желание» та «Нямам право»
- Награди на списание «Нов фолк» за 2005 р. – виконала «Дяволско желание», «Финални думи» та «Нямам право»
- Турне «Планета Прима» 2006 – виконала «Финални думи», «Предай се на желанието», «Лъган си та ти», «Нямам право», «Безразлична», «Дяволско желание» та «И когато съмне»
- 5 години на телебаченні «Планета» – виконала «Заклевам те», «И когато съмне» та «Уморих се»
- Награди на телебаченні «Планета» за 2006 р. – виконала «И когато съмне» та «Лъжа е»
- Турне «Планета Дерби» 2007 – виконала «И когато съмне», «Нищо друго», «Предай се на желанието 2», «Мъж на хоризонта», «Уморих се» та «Лъжа е»
- 6 години на телебаченні «Планета» – виконала «Водка с утеха», «Моят нов любовник» та «Не съм ангел»
- Награди на телебаченні «Планета» за 2007 р. – виконала «Лъжа е», «Не съм ангел», «Водка с утеха» та «Последен адрес»
- Награди на списание «Нов фолк» за 2007 р. – виконала «Не съм ангел» та «Последен адрес»
- Турне «Планета Дерби Плюс» 2008 – виконала «Не съм ангел», «Моят нов любовник», «Пет промила любов», «Последен адрес», «Лъжа е» та «Водка с утеха»
- 7 години на телебаченні «Планета» – виконала «Новата ти» та «От добрите момичета»
- Награди на телебаченні «Планета» за 2008 р. – виконала «Силните мъже», «Новата ти» та «Червена точка»
- Награди на списание «Нов фолк» за 2008 р. – виконала «Новата ти» та «Червена точка»
- Турне «Планета Дерби» 2009 – виконала «От добрите момичета», «Новата ти», «Зле разпределени», «Бързо ли говоря» та «Червена точка»
- 8 години на телебаченні «Планета» – виконала «Феномен» та «Не ми пречи»
- Награди на телебаченні «Планета» за 2009 р. – виконала «Дишай» та «Не ми пречи»
- Награди на списание «Нов фолк» за 2009 р. – виконала «Дишай»
- 20 години «Пайнер» – виконала «Дишай», «Не ми пречи», «Дяволско желание» та «Нямаш сърце»
- Турне «Планета Дерби» 2010 – виконала «Дишай», «Жените след мен», «Дяволско желение», «Не ми пречи» та «Пия за тебе»
- 9 години на телебаченні «Планета» – виконала «Жените след мен» та «Пия за тебе»
- Награди на телебаченні «Планета» за 2010 р. – виконала «Как ти стои», «Мръсно та полека» та «Хайде, откажи ме»
- 10 години на телебаченні «Планета» – виконала «Като за финал» та «Помощ»
- Награди на телебаченні «Планета» за 2011 р. – виконала «От мен питието», «Добрини», «Нямаш сърце», «Дяволско желание», «И когато съмне» та «Лъжа е»
- Награди на списание «Нов фолк» за 2011 р. – виконала «От мен питието» та «Добрини»
- 2 години «Планета HD» – виконала «Лудата дойде»
- 11 години на телебаченні «Планета» – виконала «Правено е с друг» та «Разкрий ме»
- Награди на телебаченні «Планета» за 2012 р. – виконала «Бутилка», «Лудата дойде», «Разкрий ме» та «По моята кожа»
- 12 години на телебаченні «Планета» – виконала «Режим „неприлична“», «Скоро» та «Няма да съм друга»
- Награди на телебаченні «Планета» за 2013 р. – виконала «Режим „неприлична“» та «Кажи „здравей“»
- Турне «Планета Лято» 2014 – виконала «Пиши го неуспешно», «Кажи „здравей“», «Режим „неприлична“» та «Като за финал»
- 13 години на телебаченні «Планета» – виконала «Моето слабо място», «Ако утре ме губиш» та «Повече не питай»
- Награди на телебаченні «Планета» за 2014 р. – виконала «Ако утре ме губиш», «Нашето любов е» та «Моето слабо място»
- 25 години «Пайнер» – виконала «Лале ли си, зюмбюл ли си» та «Иван Елена тихом думаше»
- Концерт «С песните на Канарите» – виконала «Замръкнала е хубава Яна»,
- 14 години на телебаченні «Планета» – виконала «Моето слабо място», «Дяволско желание» та «Лъжа е»
- Награди на телебаченні «Планета» за 2015 р. – виконала «Моето слабо място» грец. та «С теб или с никой»
- 15 години на телебаченні «Планета» – виконала «Без теб», «Няма да ти пиша» та «На тебе не отказвам»
- 16 години на телебаченні «Планета» – виконала «Тук жена му пази» та «Не се изтриваш»
- 17 години на телебаченні «Планета» – виконала «Да гори в любов», «Не се изтриваш» та «Моето слабо място»}}

### Участь у телевізійних та святкових музичних програмах
- 2004 – виконала «Тази нощ безумна»
- Купон в Авалон — виконала «Тази нощ безумна»
- Лятна програма «Южни страсти» – виконала «Помниш ли ти»
- Лятна програма «Аква старс» – виконала «Нямаш сърце» и «Ден благословен»
- Коледна програма «Коледа в Приказките» – виконала «Горчиви спомени»
- Коледна програма «Свята нощ» – виконала «Дума за вярност»
- Новогодишна програма «Наздраве в Приказките» – виконала «Мразя те» и «Обичам те»
- Празничен хоровод 2005 — виконала «Всеотдайност»
- Нежна е нощта 2005 – виконала «Другата жена»
- Пролетно парти 2005 — виконала «Дяволско желание»
- Коледна програма «Рождество» — виконала «Обещание»
- Новогодишна програма «Новогодишен тайфун» – виконала «Нямам право» и «Лъган си и ти»
- Коледна програма «Коледно настроение» — виконала «Не и утре»
- Новогодишна програма «Звездна феерия» — виконала «Уморих се»
- Пролетно парти 2007 – виконала «Нищо друго», «За него не питай» и «Първи в сърцето»
- Коледна програма «Приказна нощ» – виконала «Водка с утеха»
- Новогодишна програма «От всичко най-най» – виконала «Не съм ангел» и «Моят нов любовник»
- Фолклорна Коледна програма 2008 – виконала «Замръкнала е хубава Яна»
- Коледна програма «Приказна Коледа» – виконала «Силните мъже»
- Новогодишна програма «Новогодишна виелица» – виконала «Новата ти» и «От добрите момичета»
- Празничен хоровод 2010 – виконала «Иван, Еленка тихом думаше»
- Пролетно парти 2011 – виконала «Как ти стои» и «Мръсно и полека»
- Коледна програма «Тази нощ» – виконала «Право на влюбване»
- Коледна програма «Една нощ в Приказките» 2013 – виконала «Режим „неприлична“» и «Няма да съм друга»
- Новогодишна програма «Една нощ в Приказките» 2014 – виконала «Ако утре ме губиш»
- Новогодишна програма «Една нощ в Приказките» 2015 — виконала «Стига ти» и «На тебе не отказвам»
- Новогодишна програма «Нощта на звездите» — виконала «Няма да ти пиша» и «Без теб»

## Нагороди
Щорічні музичні премії «Планета Телебачення»
| Рік      | Одержувач                     | Нагорода                                        | Результат |
| -------- | ----------------------------- | ----------------------------------------------- | --------- |
| 2004 рік | Преслава                      | Дебют року                                      | Перемога  |
| 2005 рік | Преслава                      | Найшвидший художник, що прогресує               | Перемога  |
| 2005 рік | Диявольське бажання           | Пісня року                                      | Перемога  |
| 2006 рік | «І коли це сумніви»           | Пісня року                                      | Перемога  |
| 2006 рік | Преслава                      | Співачка року                                   | Перемога  |
| 2006 рік | Віддайте бажання              | Переможець Карнобатського виноробного заводу    | Перемога  |
| 2006 рік | Спершу в серці                | Нова премія народного журналу за найкращий дует | Перемога  |
| 2007 рік | Преслава                      | Співачка року                                   | Перемога  |
| 2007 рік | Це брехня                     | Пісня року                                      | Перемога  |
| 2008 рік | Преслава                      | Співачка року                                   | Перемога  |
| 2008 рік | «Ваш новий»                   | Найбільш артистична присутність у відео         | Перемога  |
| 2008 рік | «Я не ангел»                  | Альбом року                                     | Перемога  |
| 2009 рік | Преслава                      | Співачка року                                   | Перемога  |
| 2009 рік | Остерігайтеся подруг          | Альбом року                                     | Перемога  |
| 2009 рік | «Не турбуй»                   | Дует року                                       | Перемога  |
| 2010 рік | Я п'ю за тебе                 | Дует року                                       | Перемога  |
| 2010 рік | Преслава                      | Спеціальна нагорода для найвищого виконавця     | Перемога  |
| 2011 рік | Преслава                      | Співачка року                                   | Перемога  |
| 2012 рік | Преслава                      | Музичний кумир року                             | Перемога  |
| 2012 рік | Преслава                      | Посол болгарської музики за кордоном            | Перемога  |
| 2013 рік | Непристойний режим            | Пісня року                                      | Перемога  |
| 2014 рік | Преслава                      | Співачка року                                   | Перемога  |
| 2014 рік | «Якщо ти загубиш мене завтра» | Балада року                                     | Перемога  |
| 2015 рік | Преслава                      | Співачка року                                   | Перемога  |

Щорічні музичні нагороди нового народного журналу «Нов Фолк»
| Рік      | Одержувач            | Нагорода                                    | Результат |
| -------- | -------------------- | ------------------------------------------- | --------- |
| 2004 рік | Преслава             | Дебют року                                  | Перемога  |
| 2004 рік | Преслава 2004        | Дебютний альбом року                        | Перемога  |
| 2004 рік | Преслава             | Успіхів за кордоном                         | Перемога  |
| 2005 рік | Диявольське бажання  | Пісня року                                  | Перемога  |
| 2005 рік | Диявольське бажання  | Альбом року                                 | Перемога  |
| 2005 рік | Преслава             | Найшвидший прогресуючий художник            | Перемога  |
| 2006 рік | Преслава             | Співачка року                               | Перемога  |
| 2006 рік | «І коли це сумніви»  | Пісня року                                  | Перемога  |
| 2006 рік | Підступність         | Альбом року                                 | Перемога  |
| 2006 рік | Спершу в серці       | Дует року                                   | Перемога  |
| 2006 рік | Преслава             | Найкращі студійні виступи                   | Перемога  |
| 2007 рік | Преслава             | Співачка року                               | Перемога  |
| 2007 рік | «Я не ангел»         | Альбом року                                 | Перемога  |
| 2008 рік | Преслава             | Співачка року                               | Перемога  |
| 2008 рік | «Ваш новий»          | Пісня року                                  | Перемога  |
| 2008 рік | Преслава             | Найкраще виступ у прямому ефірі             | Перемога  |
| 2009 рік | Преслава             | Співачка року                               | Перемога  |
| 2009 рік | Остерігайтеся подруг | Альбом року                                 | Перемога  |
| 2009 рік | Не турбуй мене       | Голосова формація року                      | Перемога  |
| 2010 рік | Преслава             | Співачка року                               | Перемога  |
| 2010 рік | Я п'ю за тебе        | Дует року                                   | Перемога  |
| 2011 рік | Преслава             | Співачка року                               | Перемога  |
| 2011 рік | Преслава             | Спеціальна премія за внесок та досконалість | Перемога  |
| 2011 рік | Преслава             | Спеціальна голосова нагорода № 1            | Перемога  |

Нагороди на сайті Signal.bg
| рік      | Одержувач                     | Нагорода                               | Результат |
| -------- | ----------------------------- | -------------------------------------- | --------- |
| 2010 рік | Преслава                      | Найбільше сподобалася народна співачка | Перемога  |
| 2011 рік | Преслава                      | Найбільше сподобалася народна співачка | Перемога  |
| 2013 рік | Преслава                      | Народний кумир року                    | Перемога  |
| 2014 рік | «Якщо ти загубиш мене завтра» | Балада року                            | Перемога  |
| 2015 рік | Преслава                      | Найбільше сподобалася народна співачка | Перемога  |
| 2015 рік | Преслава                      | Народний кумир року                    | Перемога  |
| 2016 рік | Преслава                      | Найбільше сподобалася народна співачка | Перемога  |

Щорічні музичні нагороди радіо «Романтика»
| Рік      | Одержувач          | Нагорода           | Результат |
| -------- | ------------------ | ------------------ | --------- |
| 2010 рік | Преслава           | Love Mega Star     | Перемога  |
| 2011 рік | «Право закохатися» | Любовна пісня року | Перемога  |

Щорічні музичні нагороди Club Revue
| Рік      | Одержувач | Нагорода                        | Результат |
| -------- | --------- | ------------------------------- | --------- |
| 2014 рік | Преслава  | Найкраще виступ у прямому ефірі | Перемога  |
| 2015 рік | Преслава  | Співачка року                   | Перемога  |

Нагороди Охридського трубадурського фестивалю   — Македонія
| Рік      | Одержувач | Нагорода   | Результат |
| -------- | --------- | ---------- | --------- |
| 2004 рік | Преслава  | Дебют року | Перемога  |

Нагороди фестивалю «Валандово»   — Македонія
| Рік      | Одержувач | Нагорода                | Результат |
| -------- | --------- | ----------------------- | --------- |
| 2004 рік | Преслава  | Премія іноземної участі | Перемога  |

Фольклорний фестиваль «Пирин Фолк»
| Рік      | Одержувач | Нагорода                            | Результат |
| -------- | --------- | ----------------------------------- | --------- |
| 2004 рік | Посвята   | Премія глядачів за написання пісень | Перемога  |

Фестиваль Монтефолк   — Чорногорія
| Рік      | Одержувач | Нагорода                           | Результат |
| -------- | --------- | ---------------------------------- | --------- |
| 2008 рік | Преслава  | Найпопулярніший болгарський співак | Перемога  |

Міжнародні музичні премії в Стамбулі, Туреччина
| Рік      | Одержувач | Нагорода              | Результат |
| -------- | --------- | --------------------- | --------- |
| 2013 рік | Преслава  | Балканська зірка року | Перемога  |

Як дві краплі води
| Рік      | Одержувач | Нагорода       | Результат |
| -------- | --------- | -------------- | --------- |
| 2016 рік | Преслава  | Міс Роккандрол | Перемога  |